# Echetra nebulosa
Echetra nebulosa är en insektsart som beskrevs av Stsl 1863. Echetra nebulosa ingår i släktet Echetra och familjen lyktstritar. Inga underarter finns listade i Catalogue of Life.